# Hoenderpasarbrug
De Hoenderpasarbrug (Bahasa Indonesia: Jembatan Kota) is een dubbele ophaalbrug over het kanaal Kali Besar in het centrum van Jakarta. De brug wordt zo genoemd omdat in vroeger eeuwen op deze plek traditioneel de groenten- en hoendermarkten werden gehouden. De brug verbindt Kali Besar Timur met Kali Besar West en is gebouwd door het Hollandse bewind van het toenmalige Batavia in 1628.
Het heeft weinig gescheeld, of de brug was in 1937 gesloopt door het stadsbestuur van Batavia. Er lagen vergevorderde plannen klaar voor de sloop, maar enkele vooraanstaande lieden zamelden geld in en zo kon de brug behouden blijven. Vlak bij de brug gelegen is het Fort Culemborg uit 1645. 

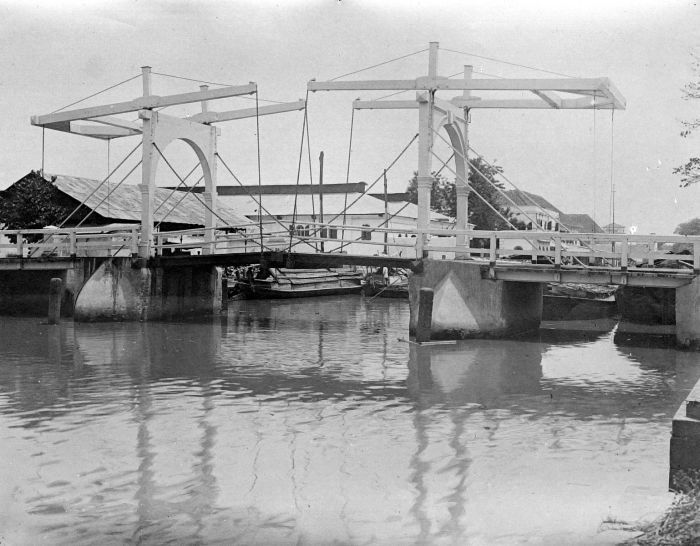
De brug in het begin van de 20e eeuw